# Folgueira (Otero de Rey)
Folgueira (llamada oficialmente San Nicolás de Folgueira) es una parroquia española del municipio de Otero de Rey, en la provincia de Lugo, Galicia.

## Organización territorial
La parroquia está formada por cinco entidades de población, constando cuatro de ellas en el nomenclátor del Instituto Nacional de Estadística español:
- Barrio de Baixo (Barrio de Abaixo)
- Barrio de Riba (Barrio de Arriba)
- As Charnecas
- Espiñeiro
- Pozo (O Pozo)

## Demografía
| Gráfica de evolución demográfica de Folgueira entre 2000 y 2020 |
|                                                                 |
| Datos según el nomenclátor publicado por el INE.                |